# Qazaqstan Kubogy 2019
La Qazaqstan Kubogy 2018 è stata la 28ª edizione della Coppa del Kazakistan. Il torneo è iniziato il 19 marzo 2019 e si è concluso il 6 ottobre successivo. Il Qaisar ha conquistato il trofeo per la seconda volta nella sua storia.

## Fase a gironi

### Gruppo A
| Squadra   | P.ti | G | V | N | P | GF | GS | DR  |
| --------- | ---- | - | - | - | - | -- | -- | --- |
| Altaı     | 7    | 3 | 2 | 1 | 0 | 5  | 0  | +5  |
| Qyzyljar  | 5    | 3 | 1 | 2 | 0 | 6  | 1  | +5  |
| Ekibastuz | 4    | 3 | 1 | 1 | 1 | 3  | 2  | +1  |
| Ruzaevka  | 0    | 3 | 0 | 0 | 3 | 0  | 11 | -11 |

|           | Alt   | Eki   | Qız   | Ruz   |
| Altaý     |       | 1 - 0 |       | 4 - 0 |
| Ekibastuz |       |       | 1 - 1 | 2 - 0 |
| Qızıljar  | 0 - 0 |       |       |       |
| Ruzaevka  |       |       | 0 - 5 |       |

### Gruppo B
| Squadra            | P.ti | G | V | N | P | GF | GS | DR  |
| ------------------ | ---- | - | - | - | - | -- | -- | --- |
| Akademıya Ońtýstik | 9    | 3 | 3 | 0 | 0 | 10 | 0  | +10 |
| Sdıýsshor Nº8      | 6    | 3 | 2 | 0 | 1 | 12 | 6  | +6  |
| Arys               | 1    | 3 | 0 | 1 | 2 | 3  | 10 | -7  |
| Dıdar Sydyqbek     | 1    | 3 | 0 | 1 | 2 | 1  | 10 | -9  |

|                | Arı   | Sdy   | Aka   | Dıd   |
| Arıs           |       | 3 - 4 |       | 0 - 0 |
| Sdyusşor Nº8   |       |       | 0 - 2 | 8 - 1 |
| Ak. Oñtwstik   | 6 - 0 |       |       |       |
| Dıdar Sydyqbek |       |       | 0 - 2 |       |

### Gruppo C
| Squadra | P.ti | G | V | N | P | GF | GS | DR |
| ------- | ---- | - | - | - | - | -- | -- | -- |
| Aqsý    | 3    | 2 | 1 | 0 | 1 | 4  | 3  | +1 |
| Qyran   | 3    | 2 | 1 | 0 | 1 | 4  | 4  | 0  |
| Igılık  | 3    | 2 | 1 | 0 | 1 | 3  | 4  | -1 |

|        | Aqs   | Ïgi   | Qır   |
| Aqsw   |       |       | 3 - 1 |
| Ïgilik | 2 - 1 |       |       |
| Qıran  |       | 3 - 1 |       |

### Gruppo D
| Squadra   | P.ti | G | V | N | P | GF | GS | DR |
| --------- | ---- | - | - | - | - | -- | -- | -- |
| Kaspıı    | 4    | 2 | 1 | 1 | 0 | 1  | 0  | +1 |
| Maqtaaral | 3    | 2 | 1 | 0 | 1 | 2  | 2  | 0  |
| Aqjaıyq   | 1    | 2 | 0 | 1 | 1 | 1  | 2  | -1 |

|           | Aqj   | Kas   | Mak   |
| Aqjaýıq   |       | 0 - 0 |       |
| Kaspïý    |       |       | 1 - 0 |
| Maktaaral | 2 - 1 |       |       |

## Ottavi di finale
Agli ottavi di finale partecipano le squadre qualificate dalla fase a gironi, più le 12 squadre della Prem'er Ligasy.
| Squadra 1          | Risultato         | Squadra 2         |
| ------------------ | ----------------- | ----------------- |
| 10 aprile 2019     |                   |                   |
| Aqtöbe             | 3 − 3 (1-3 dtr)   | Ertis             |
| Akademıya Ońtýstik | 1 − 2 (dts)       | Qaisar            |
| Altaı              | 1 − 1 (15-14 dtr) | Astana            |
| Oqjetpes           | 0 − 1             | Ordabasy          |
| Kaspıı             | 1 − 1 (5-6 dtr)   | Qairat            |
| Aqsý               | 0 − 3             | Tobyl             |
| Taraz              | 2 − 0             | Shahter Qaraǵandy |
| Atyrau             | 1 − 0             | Jetisý            |

## Quarti di finale
| Squadra 1     | Risultato       | Squadra 2 |
| ------------- | --------------- | --------- |
| 8 maggio 2019 |                 |           |
| Altaı         | 1 − 1 (1-3 dtr) | Atyrau    |
| Taraz         | 0 − 1           | Ordabasy  |
| Ertis         | 1 − 2           | Qaisar    |
| Qairat        | 1 – 5           | Tobyl     |

## Semifinali
| Squadra 1                       | Totale      | Squadra 2 | Andata | Ritorno |
| ------------------------------- | ----------- | --------- | ------ | ------- |
| 22 maggio 2019 / 19 giugno 2019 |             |           |        |         |
| Ordabasy                        | 1 − 1 (gfc) | Atyrau    | 1 - 1  | 0 - 0   |
| Tobyl                           | 2 − 3       | Qaisar    | 1 - 0  | 1 - 3   |

## Finale
| Arbitro: | Kumashev (Nur-Sultan) |

|                                  |           |               |
| Zjan'kovič 88’ Nárzildaev 120+3’ | Marcatori | 67’ Grzelczak |